# Metrarabdotos pacificum
Metrarabdotos pacificum is een mosdiertjessoort uit de familie van de Metrarabdotosidae. De wetenschappelijke naam van de soort is voor het eerst geldig gepubliceerd in 1952 door Osburn.